# Збірна Північного Кіпру з футболу
Збірна Північного Кіпру з футболу (тур. Kuzey Kıbrıs Türk Cumhuriyeti millî futbol takımı) — футбольна команда самопроголошеної Турецької Республіки Північного Кіпру, не визнана асоціаціями ФІФА та УЄФА. Є членом федерації футбольних асоціацій невизнаних держав і територій КОНІФА.